# Automatpistol

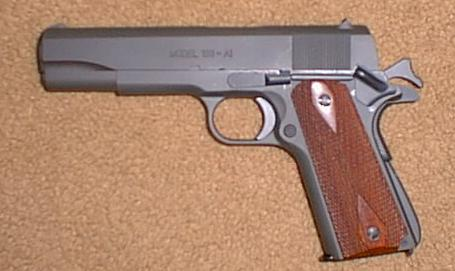
En Springfield Armory M1911A1 .45 ACP automatpistol

En automatpistol är en pistol försedd med ett magasin för flera skott. När ett skott avskjutits matas ett nytt automatiskt fram i patronläget. Manuell omladdning behövs alltså inte förrän magasinet är tomt. 
Normalt är automatpistoler av så kallad halvautomatisk typ, det vill säga man måste trycka in avtryckaren en gång för varje skott.
Helautomatiska pistoler (det vill säga pistoler som skjuter automateld) har förekommit, men har sällan visat sig användbara, dels för att magasinet rymmer för få skott, men framför allt för att ett enhandsvapen blir för svårt att hålla stilla vid automateld.  
De flesta automatpistoler använder rekylen som kraftkälla för omladdningen, men det finns även vissa som utnyttjar gastrycket i pipan. Den vanligaste rekylomladdningsmekanismen bygger på principer enligt John Moses Brownings patent från 1897, men det finns även andra mekanismer, till exempel knäledsmekanismen som bland annat användes av Luger.
Kulsprutepistolen (kpist) är i princip en helautomatisk pistol som försetts med axelstöd och är avsedd för tvåhandsfattning. Trots likheten med en automatkarbin eller ett gevär gör den korta pipan och mekanismens konstruktion att den har mer gemensamt med automatpistolen. Gränsen mellan kulsprutepistol och automatkarbin är numera flytande. Den tydligaste särskiljaren är vilken ammunition vapnet använder: Vanliga pistolkalibrar används i k-pistar medan gevärskalibrar används i karbiner.
M1911a1 som visas på bilden är en halvautomatisk amerikansk pistol som rymmer 7 skott i magasinet och 1 skott i loppet. Kalibern är .45 ACP (11.43 x 23 mm). Pistolen har varit i bruk i USA:s armé från 1911 till 1985, då den ersattes av Beretta 92S-1. Denna pistol är världskänd och tillverkas fortfarande idag men i många andra versioner. Versioner i kaliber 22lr och 9mm har tillverkats. Enbart i USA har 2,7 miljoner M1911a1:or tillverkats. Flera andra företag har tillverkat åtskilliga pistoler med samma design.      